# Emil Hayer
Emil Hayer (* 26. Oktober 1887 in Calw; † 22. November 1977 in Schorndorf) war ein deutscher Kommunalpolitiker.
Hayer wurde 1914 zum Bürgermeister von Beutelsbach gewählt und 1920 zum Bürgermeister der Oberamtsstadt Besigheim. Zudem war er von 1922 bis 1933 Präsident des württembergischen Gemeindetags. Von 1934 bis 1944 wirkte er als Bürgermeister von Ebingen. Er trat jedoch 1944 wegen der Verfolgung der Juden zurück. Am 1. Mai 1945 wurde er von der französischen Besatzungsmacht nochmals für wenige Monate zum Bürgermeister ernannt. Bei der ersten freien Wahl des Bürgermeisters der Stadt Schorndorf setzte er sich am 25. Mai 1948 als Kandidat der Demokratischen Volkspartei (DVP) gegen Amtsinhaber Gottlob Kamm durch. Er blieb bis 1954 im Amt.

## Ehrungen
- 1952: Verdienstkreuz (Steckkreuz) der Bundesrepublik Deutschland